# Лісогринівецький заказник
Лісогриніве́цький зака́зник — лісовий заказник місцевого значення в Україні. Розташований у межах Хмельницького району Хмельницької області, неподалік від села Лісові Гринівці. 
Площа 109,4 га. Створений згідно з рішенням виконкому обласної ради депутатів трудящих від 14.07.1977 року № 213 як «Парк-пам'ятка садово-паркового мистецтва місцевого значення». Рішенням сесії обласної ради від 26.05.2010 року надано сучасний статус. Перебуває у віданні ДП «Хмельницьке лісомисливське господарство» (Хмельницьке лісництво, кв. 35, 36). 
Статус надано з метою збереження грабово-дубових насаджень природного походження з домішками клена, берези і черешні. 

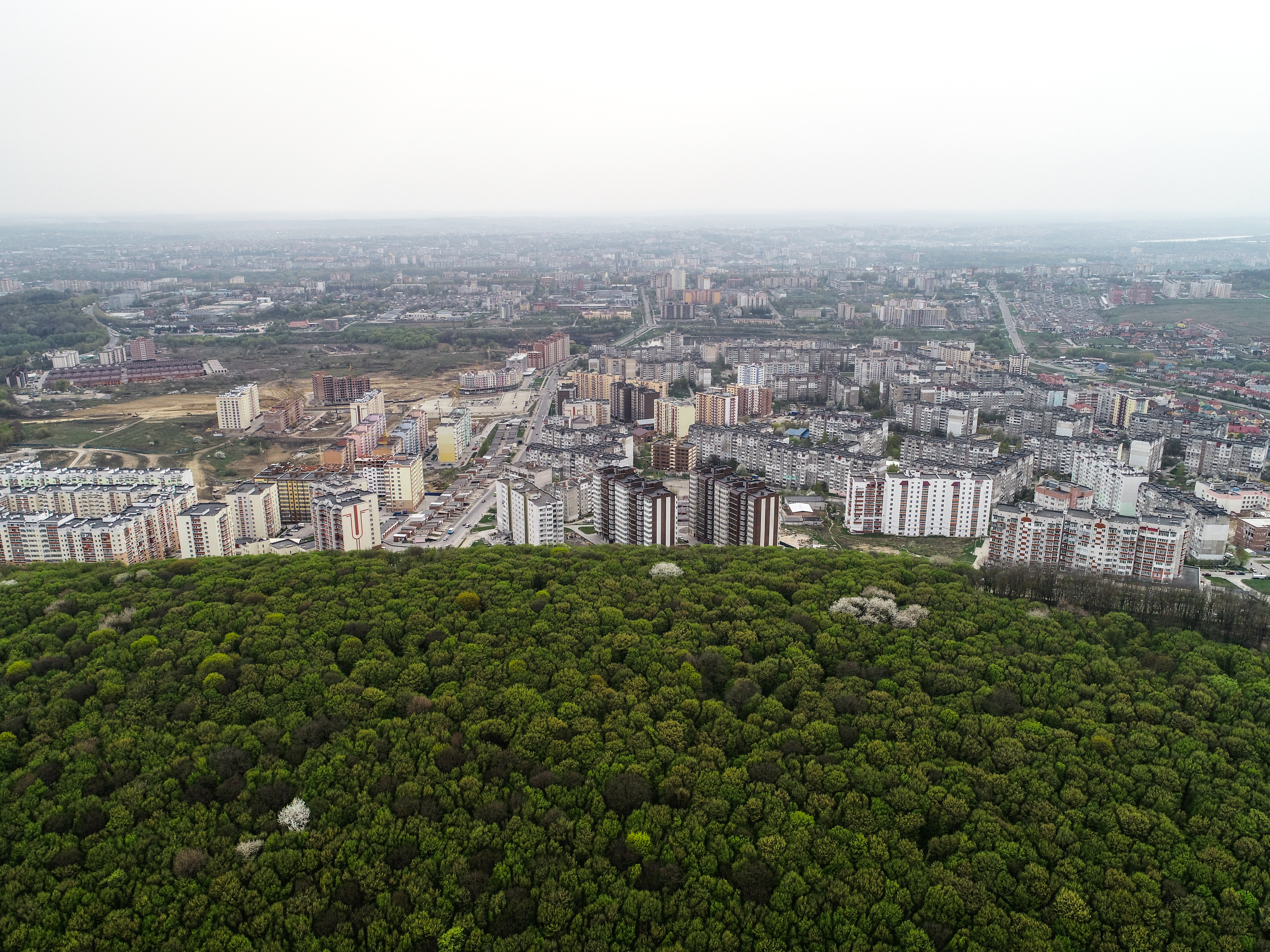
Весняне фото заказника з квадрокоптера. Фото — одине з переможниць конкурсу Вікі любить Землю Україна / Wiki Loves Earth Ukraine в спецномінації «Найкраща аерофотозйомка»